# 알렉산드라 페리시치
알렉산드라 페리시치(세르비아어: Александра Перишић, Aleksandra Perišić, 2002년 7월 2일~)는 세르비아의 태권도 선수이다. 2024년 하계 올림픽에서 여자 웰터급 은메달을 획득했고 2022년 세계 태권도 선수권 대회에서 여자 웰터급 은메달을 획득했다.